# Stadtkirche Laage

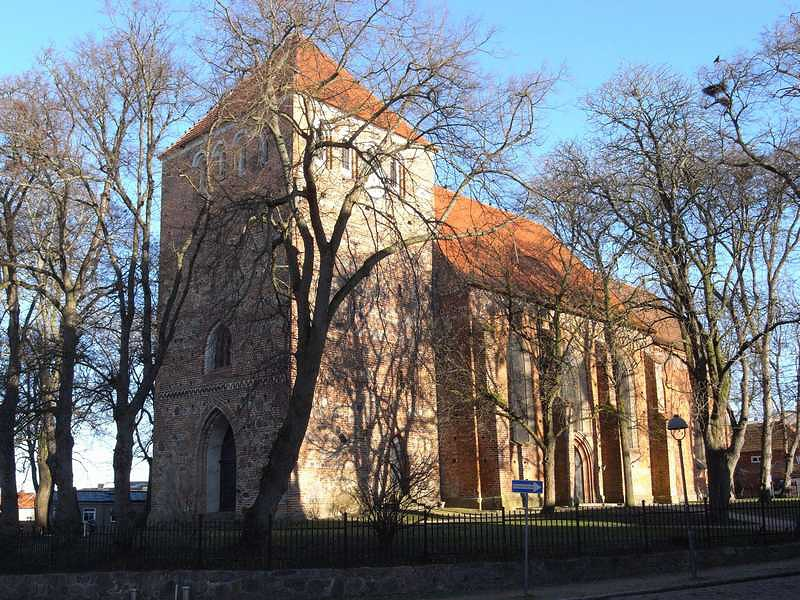
Stadtkirche Laage

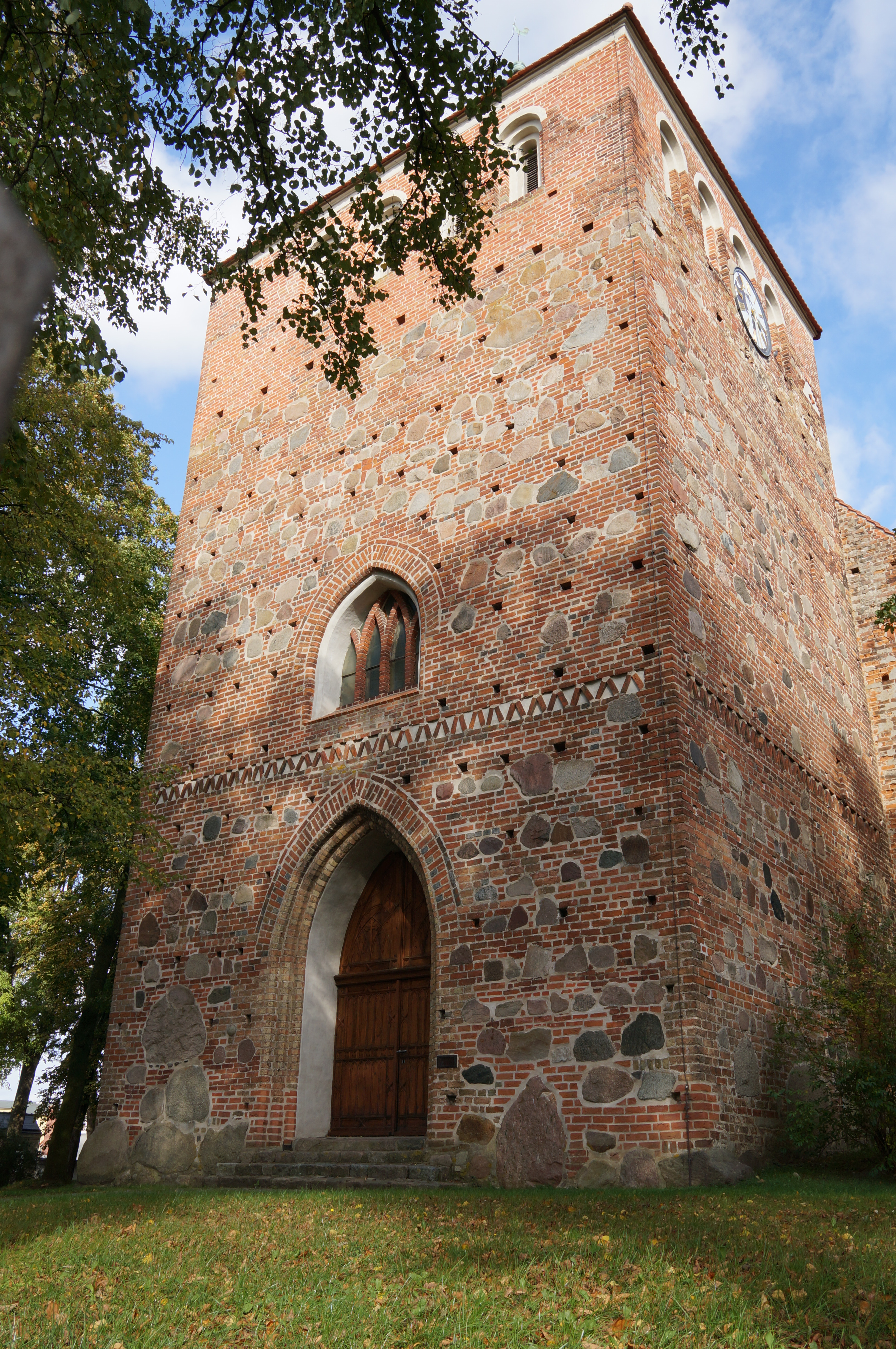
Turm

Die evangelische Stadtkirche Laage ist ein frühgotischer Backsteinbau in Laage im Landkreis Rostock. Sie wird von der Gemeinde Laage in der Propstei Rostock der Evangelisch-Lutherischen Kirche in Norddeutschland (Nordkirche) genutzt, zu der auch die Dorfkirchen in Recknitz und Polchow gehören.

## Geschichte und Architektur
Die Stadtkirche Laage besteht aus dem Langhaus aus der Zeit um 1310, dem Chor aus der Zeit um 1280 und dem Turm aus dem 15. Jahrhundert. Sie wurde durch Brände in den Jahren 1569 und 1637 beschädigt, und die Wiederherstellung zog sich wegen des Dreißigjährigen Krieges bis 1669 hin. Nach Instandsetzungsarbeiten im 17. und 18. Jahrhundert wurde 1848 bis 1851 eine eingreifende Restaurierung vorgenommen, die das Erscheinungsbild der Kirche bis heute bestimmt.
Die Kirche ist eine dreischiffige, dreijochige Hallenkirche aus Backstein mit rechteckig schließendem Chor nach der Art eines Westfälischen Quadrats. Bei der Restaurierung wurden die Längsseiten von Chor und Langhaus mit einheitlich vergrößerten Fenstern und neuen Friesen versehen, so dass heute nur noch die Ostwand des Chores mit einer Gruppe aus drei Lanzettfenstern, Ecklisenen und doppeltem Deutschem Band an die erste Bauzeit erinnert. Auch die Portale im Westen und am mittleren Langhausjoch wurden bei der Restaurierung erneuert.
Im Innern besitzt der Chor achtkappige Rippengewölbe auf mehrteiligen Diensten, die auf Laub- und Knospenkapitellen ruhen, welche mit zwei menschlichen Masken geschmückt sind. Das Langhaus wird durch vier Achteckpfeiler unterteilt, die mit halbrunden Eckstäben gegliedert sind. Die Gewölbe mussten aus statischen Gründen bei der Restaurierung in Holz erbaut werden. Der mächtige Westturm auf quadratischem Grundriss besteht in den unteren Teilen aus einem Mischmauerwerk aus Feldstein mit Backstein und wird durch ein Zeltdach von 1720 abgeschlossen.

## Ausstattung
Von der Ausstattung ist der klassizistische Orgelprospekt zu erwähnen, der von einer 1795 erbauten Orgel von Friedrich Friese I stammt. Das Werk wurde von Wolfgang Nußbücker 1997 erbaut und besitzt 24 Register auf zwei Manualen und Pedal.
Der neugotische Altaraufsatz zeigt ein Gemälde von Gaston Lenthe aus dem Jahr 1850, das von Großherzog Friedrich Franz II. gestiftet wurde. Weiter sind einige Glasmalereien von H. Krause aus den Jahren 1897–1899 zu erwähnen, besonders die vier großen bildlichen Darstellungen in den nördlichen und südlichen Chorfenstern. Sie zeigen die Verkündigung, die Heiligen Drei Könige, den Jüngling von Naïn und die Kreuzigung.
Besonders kostbar ist ein Abendmahlskelch von 1603, der vom Meister H. S. aus einer Regensburger Werkstatt stammt. Er besitzt einen Sechspassfuß mit getriebenen Heiligenfiguren und Wappen, einen Nodus mit Engelköpfen und Ranken und eine Kuppa in durchbrochen gearbeitetem Korb mit Christus- und Mariensymbolen.

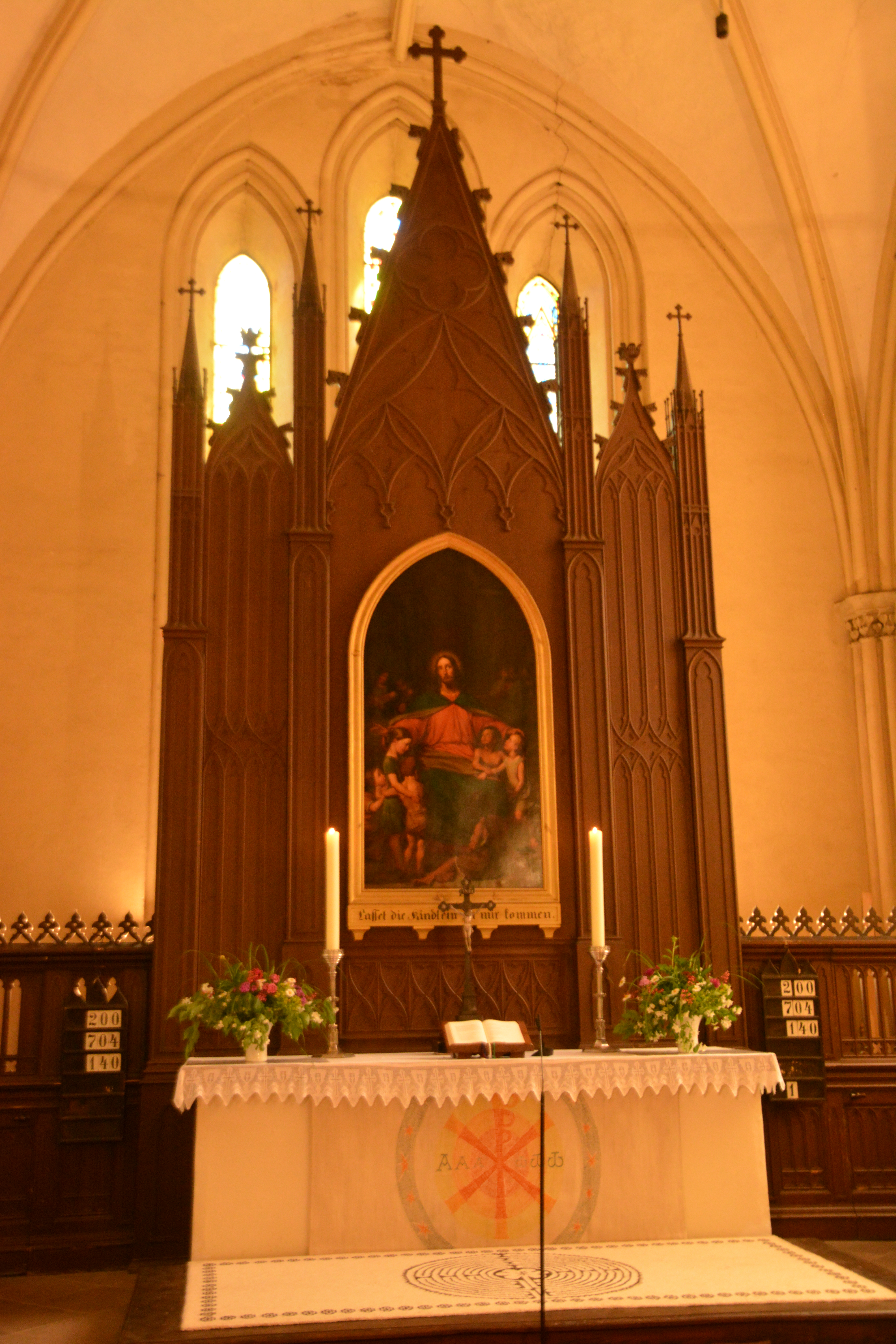
Altar
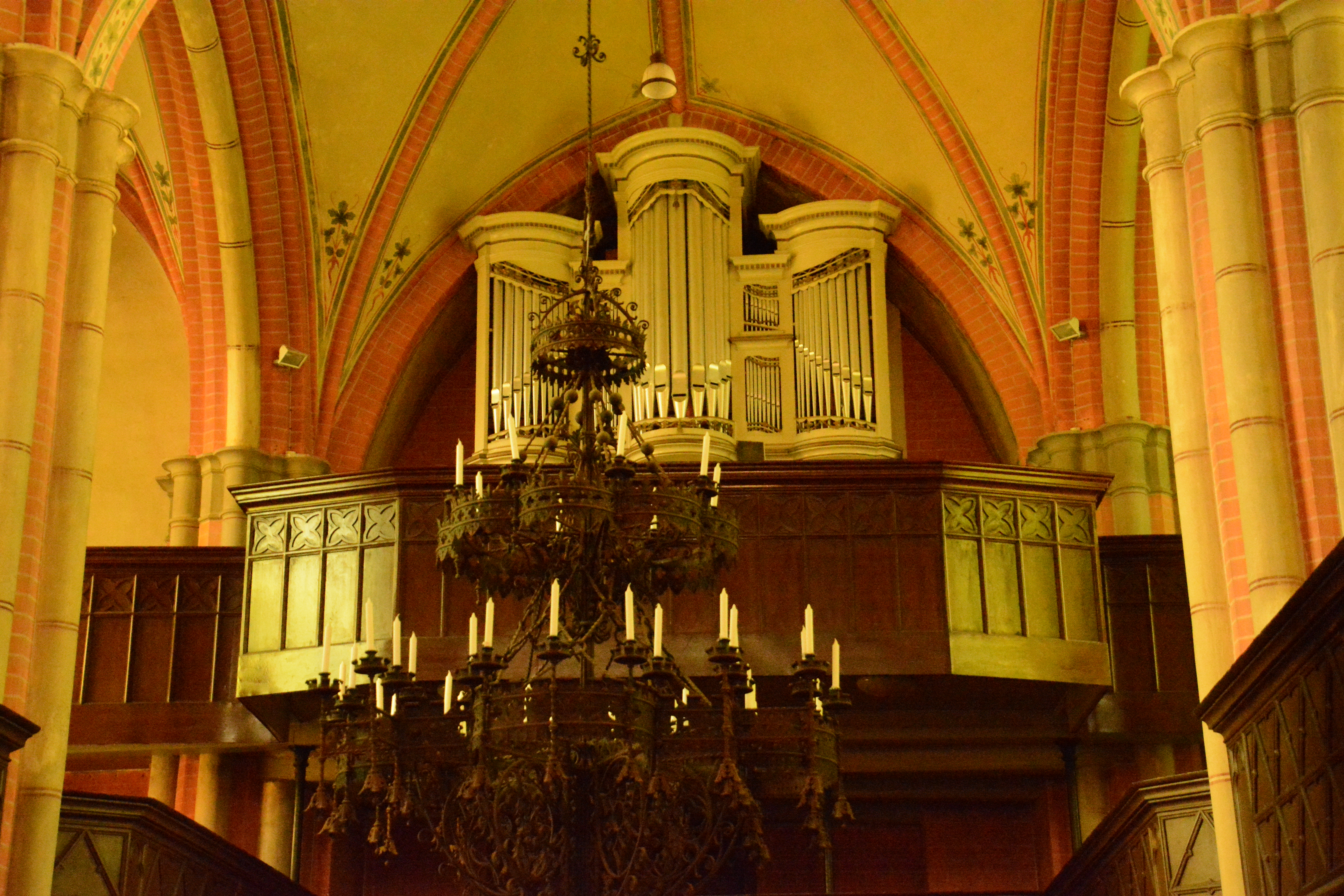
Orgelprospekt
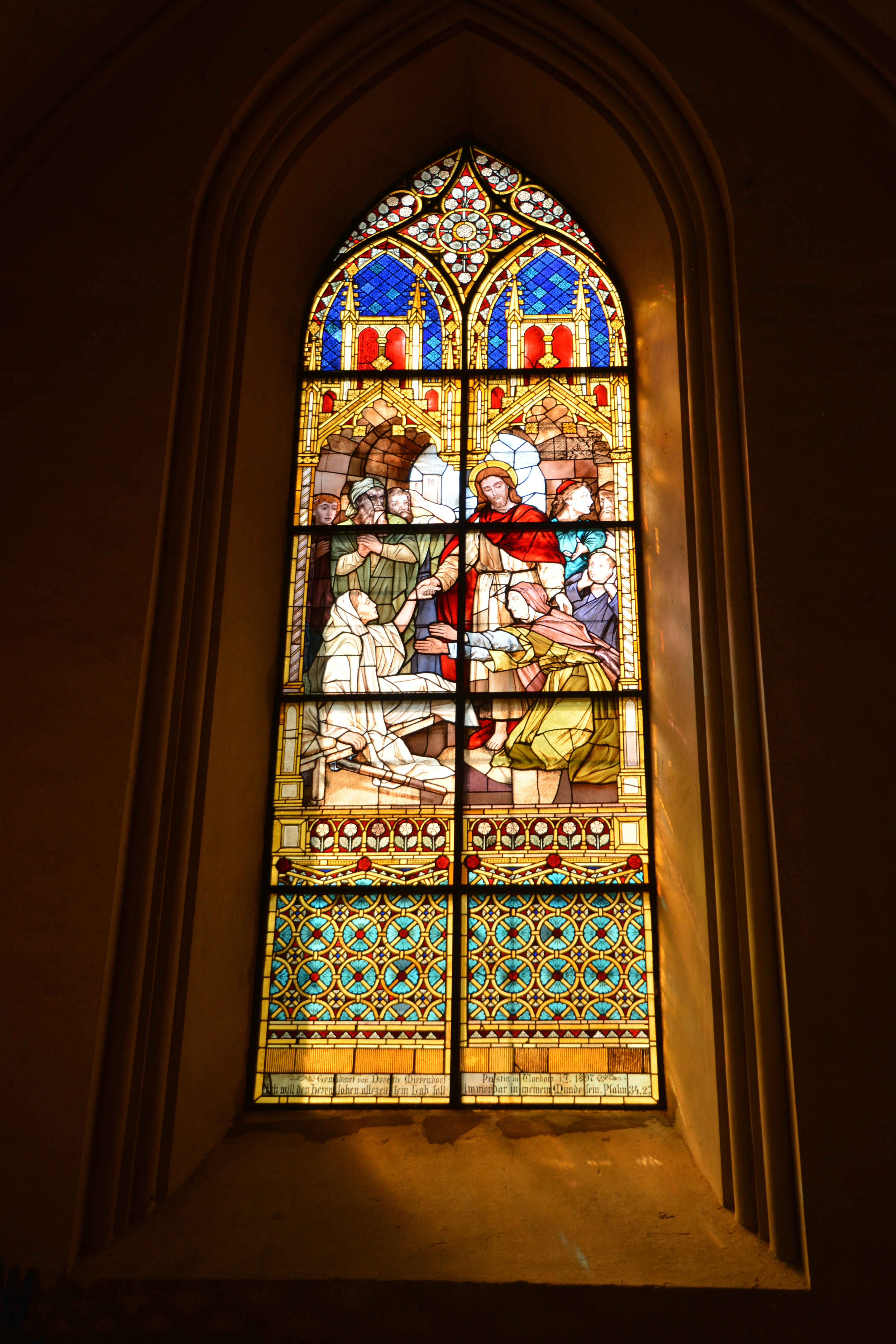
Glasmalerei aus dem Chor
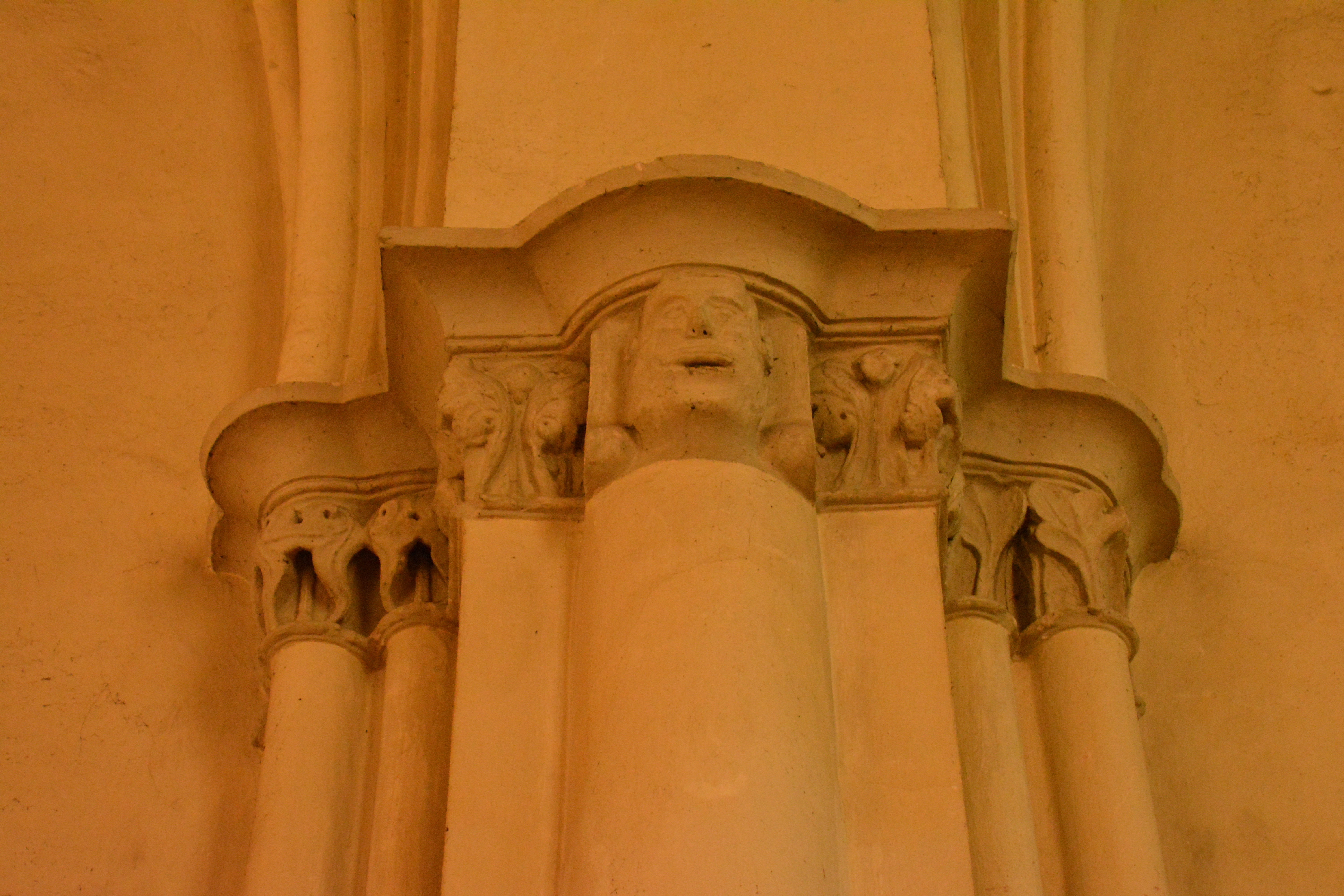
Kapitelle auf der Chornordseite
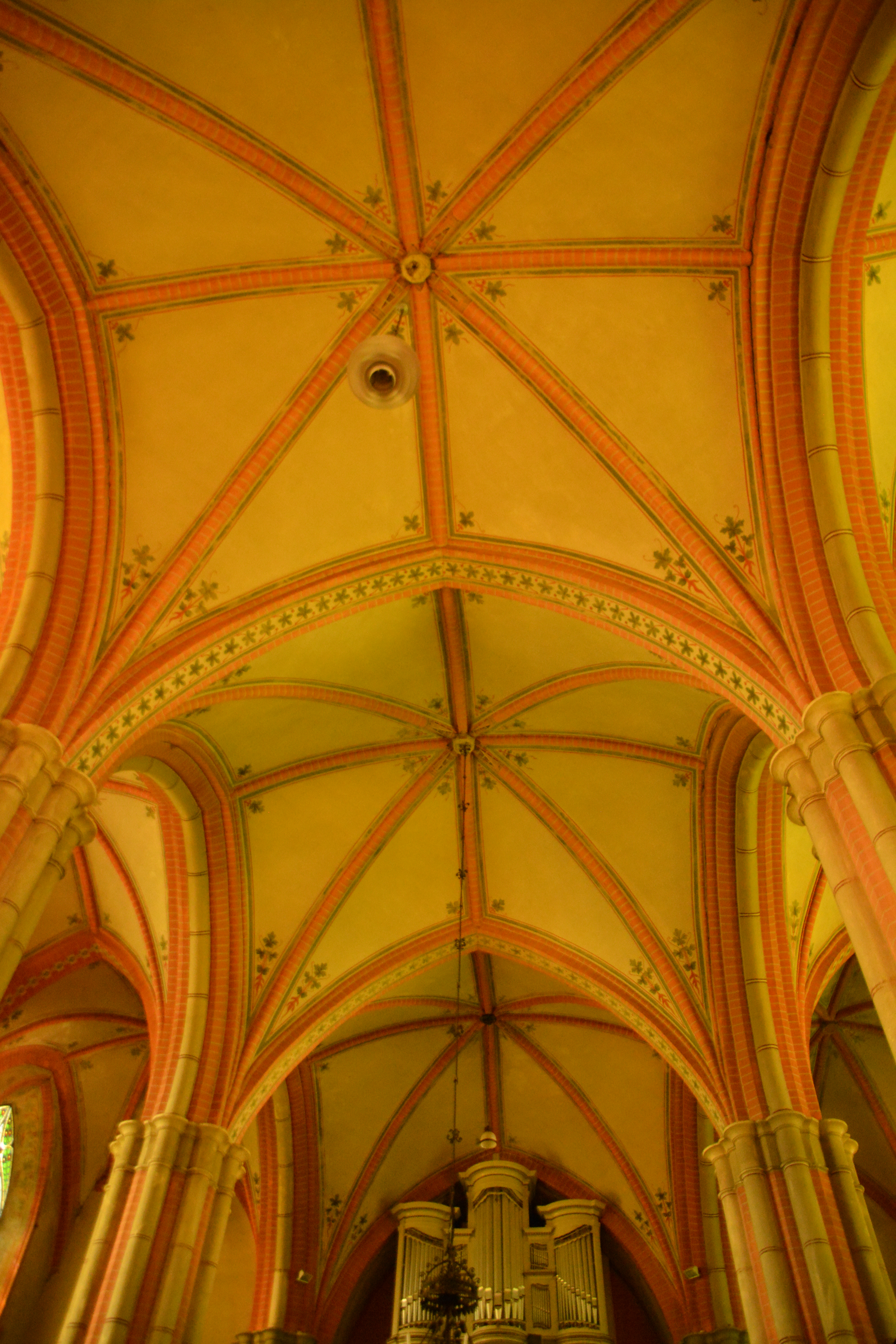
Hölzerne Gewölbe im Langhaus

## Pfarrerinnen und Pfarrer
- 1498 Domherr Heinrich Möller
- 1534 Vikar Johannes Raffe
- 1538 Vikar Ulrich Evers
- 1541 Vikar Johannes Schwenn
- 1578 Conrad Ritter
- 1588–1617 Joachim Stein
- 1618–1638 Nicolaus Stein
- 1641–1679 Georg Nicolaus Erasmus
- 1680–1712 Michael Blank
- 1714–1741 Christian Friedrich Clasen
- 1747–1787 Carl Leopold Schulze
- 1788–1819 Friedrich Ferdinand Stolte
- 1820–1854 Christoph Friedrich Carl Erdmann
- 1855–1860 Johannes Heinrich Thomassen
- 1860–1863 Gerhard Johann Ernst Burmeister
- 1863–1875 Wilhelm Anton Hermann Eggers
- 1875–1900 Carl August Friedrich Albrecht Beyer
- 1900–1923 Propst Johannes C. M. Rühe
- 1923–1946 Otto Karl Adolf Palmer
- 1946–1977 Ernst Frahm
- 1975–1985 Dörte Thoms
- 1977–1994 Hartwig Timm
- 1994–1994 Thomas Kretschmann
- 1994–2022 Anne-Barbara Kretschmann
- 2022–heute Julius Hofmann